# Sävgölen (Krokeks socken, Östergötland)
Sävgölen är en sjö i Norrköpings kommun i Östergötland och ingår i Kilaåns huvudavrinningsområde.